# Magyar feltalálók, újítók listája
Ezen a lapon a magyar feltalálók és újítók listája olvasható, családi név szerinti betűrendben.

## További tudnivalók
A feltalálók, újítók születési neve, születési éve és az elhunytak halálozási dátuma, továbbá a találmányuk neve (legjelentősebb vagy legismertebb találmányuk neve), illetve az újításuk rövid megnevezése szerepel. Nem tüntettük fel a listán szereplők díjait, tudományos fokozatait, és az egzisztenciájukra vonatkozó egyéb utalásokat (pl. kutatóintézeti igazgató, akadémikus stb.).
| Ábécé szerinti tartalomjegyzék                                                                           |
| --- |
| A, Á B C Cs D Dz Dzs E, É F G Gy H I, Í J K L Ly M N Ny O, Ó Ö, Ő P Q R S Sz T Ty U, Ú Ü, Ű V W X Y Z Zs |

## A,Á
- Árvai Péter (1979-), a prezentációkat virtuális vetítővászonra költöztető Prezi felhőalapú szoftver egyik megálmodója és létrehozója, cégvezető, igazgatótanács elnöke

## B
- Bánki Donát (1859–1922) gépészmérnök, egyetemi tanár, a porlasztó és a Bánki-turbina kifejlesztője
- Bíró László József (1899–1985) a golyóstoll feltalálója
- Bláthy Ottó Titusz (1860–1939) gépészmérnök, a transzformátor egyik feltalálója. Számos találmánya volt, például a villamos fogyasztásmérő és a háromfázisú generátor is. 1886-tól 96 bejelentett szabadalma volt. Ezen kísérleteinek egy részénél közreműködött Neustadt Lipót. 1889-ben hozták forgalomba szabadalmazott, indukciós fogyasztásmérőit, amelynek súlyát később állandóan csökkentette. A minden lakásban megtalálható „villanyóra” lényegében ma is ugyanolyan szerkezet, mint amilyennek ő megalkotta. Vízturbinás generátorok állórészében alkalmazott, ún. tört horonyszámú tekercseléséért 1900-ban a párizsi világkiállításon nagydíjat nyert. Négypólusú forgórész-konstrukciójának szabadalmait a svájci BBC és a berlini SSW is megvásárolta.
- Bojtár Elemér (1931-2018) és Békési András (1950-2024) kutató és gépészmérnökök, az "Eljárás alacsony C-tartalmú, lágymartnzités CrNi vízgépészeti acélöntvények hőkezelésére, illetve javító hegesztését megelőző és és követő hőkezelésére" című eljárás kifejlesztői és feltalálói (1985.12.11), amely szabadalom a 19254/85. i.sz. leírásban található.

## Cs
- Csonka János (1852-1939), a porlasztó egyik feltalálója

## D
- Déri Miksa (1854–1938) mérnök, a transzformátor egyik feltalálója

## F
- Fonó Albert, 1909-ig Fischer (1881–1972) Élete során 20 kutatási témában 46 szabadalmat dolgozott ki. Találmányai között megtalálható az 1923-ban kidolgozott gőzkazán és az 1928-ban szerkesztett újfajta bányászati légsűrítő berendezés. 1924-ben a német Siemens vásárolta meg szabadalmát, ami szállítógépek és vasúti járművek önműködő fék- és menetszabályozójára vonatkozott. 1926-ban elsők között dolgozott ki egy szárnyashajót, amelynek kísérleteibe Kármán Tódor is bekapcsolódott. A sugárhajtás egyik úttörője, a torlósugár-hajtómű egyik feltalálója. 1928-ban szabadalmaztatta a torló-sugárhajtóművet, majd a gázturbinás hajtóművet is megtervezte.

## G
- Gábor Dénes (fizikus) (1900-1979), a holográfia feltalálója
- Galamb József (1881-1955) mérnök, konstruktőr, a bolygóműves sebességváltó,  a Ford T-modell egyik megalkotója
- Goldmark Péter Károly (1906-1977) mérnök, fizikus, a színes televízió feltalálója
- Goy Andor (1896-1991) írógépműszerész, a golyóstoll máig működő prototípusának megalkotója, a találmány tökéletesítője. Kitalálta és megalkotta a kapilláris rendszert, mely nélkül a golyóstoll működőképtelen lenne. Erről nem készült szabadalmi bejegyzés. A találmányon számos más újítást és tökéletesítést is végrehajtott. A ma működő golyóstoll alapjait Goy Andor találta fel és alkotta meg az első tollakon, azonban Magyarország politikai helyzete miatt nem az ő nevéhez fűződik a golyóstoll feltalálása. A történetről Moldova György Végtelen vonal című könyvében olvashatunk. Munkásságát és a találmányhoz fűződő jogtalanságokkal szemben vívott harcát néhány újságcikk jegyzi. Megtörtént szabadalmi bejegyzések: 1947.04.09. 138882.szám G-10252; 1948.11.06. 138894. szám G-10332; 1948.01.20. 139323. szám G-10371;

## I,Í
- Irinyi János (1817–1895) vegyész, a zajtalan és robbanásmentes gyufa feltalálója

## J
- Jedlik Ányos (1800–1895) természettudós, bencés szerzetes, az első elektromotor megalkotója, dinamó feltalálása, szódavíz feltalálása.
- Jánosi Marcell (1931–2011) gépészmérnök, konstruktőr. A mikroflopi feltalálója. Az MCD típusú hajlékonylemezt a Budapesti Rádiótechnikai Gyárban (BRG) fejlesztette ki. A BRG-nél és korábbi munkahelyein feltalálta az automatikus hidraulikus fröccsöntőgépet, és részt vett az első modern, háromsebességes orsós magnó, a Calypso megtervezésében, dolgozott az adattárolásra is alkalmas magnetofontechnikán is.

## K
- Kandó Kálmán (1869-1931)  a nagyfeszültségű háromfázisú, ipari frekvenciájú váltakozóáramú vontatás első alkalmazója mozdonyoknál, a fázisváltó kidolgozója, a vasútvillamosítás úttörője
- Kármán Tódor (1881-1963) gépészmérnök, fizikus, alkalmazott matematikus, a szuperszonikus légi közlekedés és a rakétatechnológia úttörője
- Karikó Katalin
- Kovács Róbert-Jenő (1999-) IOC(A) számítógép hűtési rendszer, KO-pot önműködő növénygondozási rendszer
- Korda Dezső (1864-1919)  mérnök, az első elektromos autó és a forgókondenzátor konstruktőre.  1893. december 13-án Németországban szabadalmat kapott a forgókondenzátorra (72447 számon), így őt tekinthetjük ezen fontos elektrotechnikai alkatrész feltalálójának.

## L
- Losonczi Áron (1977– ) az üvegbeton feltalálója

## M
- Mihályi József (1889–1978) az optikai-finommechanika, fényképezés, távolságmérés területén 200 körüli szabadalom tulajdonosa. Például a távcső gyújtótávolság-növelő toldaléka, „előtét”, vagy „köztét” (konverter) néven.

## N
- Neumann János (1903-1957) a digitális számítógép elveinek megalkotója

## P
- Puskás Tivadar (1844-1893) mérnök, a telefonközpont feltalálója

## R
- Rubik Ernő (1944– ) építész, belsőépítész, játéktervező, a Rubik-kocka feltalálója

## S
- Selényi Pál (1884–1954) kísérleti fizikus, a xerográfia, azaz a fénymásolás feltalálója volt

## Sz
- Szent-Györgyi Albert (1893-1986) a C-vitamin felfedezője
- Szilárd Leó (1898-1964) a Manhattan terv résztvevője, az atombomba egyik feltalálója

## T
- Telkes Mária (1900–1995) a napenergia tárolásának feltalálója, az első napház építője
- Thoma József (?) a csúszózsalut emelő pneumatikus emelő, vagy légsajtó feltalálója
- Tihanyi Kálmán (1897-1947) a Plazma TV és az infrakamera feltalálója

## Z
- Zagyvai András (1960–2013) építész, az Okostojás megalkotója
- Zipernowsky Károly (1853–1942) mérnök, a transzformátor egyik feltalálója